# COPI-Vesikel
COPI-Vesikel (englisch coat protein complex I, ‚Mantel-Protein-Komplex I‘) sind Transportvesikel in eukaryotischen Zellen. Sie dienen dem Transport von Lipiden und extrazellulären Proteinen von der Cis-Seite des Golgi-Apparats in Richtung des Endoplasmatischen Retikulums (ER), man spricht hierbei auch vom retrograden Transport. Zudem werden neu synthetisierte Proteine, die von COPII-Vesikeln zur Cis-Seite des Golgi-Apparat transportiert wurden, mit COPI-Vesikeln über die Golgi-Zisternen zur Trans-Seite transportiert. Eine weitere Funktion der COPI-Vesikel ist die „Verpackung“ des Golgi-Apparates während der Mitose.

## Aufbau und Mechanismus des Transportvesikels
COPI-Vesikel sind 50–100 nm groß und unterscheiden sich von COPII-Vesikeln in ihrem Hüllprotein. Das Hüllprotein, der sogenannte Coatomer, besteht aus sieben verschiedenen Untereinheiten. Dabei besteht der Coatomer aus einem Trimer-Komplex aus α/β'/ε-COP und einem Tetramer aus β/γ/ζ/δ-COP. Des Weiteren bedarf es für ein COPI-Vesikel des Adenosyl-Ribosylierungs-Faktors 1 (ARF1), welches mit GDP in der „inaktiven“ Form vorliegt. Zur Aktivierung beziehungsweise des GDP-/GTP-Austausch bedarf es des Guanin-Nukleotide-Austausch-Faktors für Arf1 (ARF-GEF). Es müssen zu dem p23/p24 Protein Dimere in der Membran vorliegen. ARF1-GTP bindet hierbei an die p24-Transmembranproteine. Ist dies geschehen, so kann der Coatomer an ARF1-GTP, p23/p24 sowie dem Frachtprotein binden. Der Coatomer sorgt zu gleich dafür, dass sich eine Spannung in der Membran aufbaut, so dass sich die Membran zu einer Kugel verformt, bis die Spannung in der Membran so hoch ist, dass diese sich nur über die Abschnürung von der Cis-Golgi-Membran entspannen kann. Mit der Proteinhülle um den Vesikel kann jedoch keine Fusion mit der Zielmembran geschehen, es bedarf hierbei zunächst der Hydrolyse von GTP zu GDP am ARF1 mit der Hilfe des GTPase aktivierenden Proteins (ARF-GAF).
Die Bindung von luminalen zu transportierenden Proteinen erfolgt über das KDEL-Rezeptorprotein. Dieses Protein bindet sowohl an den Coatomer als auch an das zu transportierende Protein und sorgt für den Transport vom Lumen des Golgi-Apparats zum ER. Das Protein muss dabei das Signalpeptid KDEL enthalten (dies steht hierbei für Lysin, Asparaginsäure, Glutaminsäure, Leucin, siehe Aminosäuren-Code). Im ER erfolgt die Dissoziation von KDEL-Rezeptor und Protein vermutlich aufgrund des pH-Unterschiedes zwischen ER und Golgi-Apparat. Transmembranproteine die zum endoplasmatischen Retikulum transportiert werden sollen, können dagegen über das Dilysin-Sortiersignal (KKXX) im Bereich des zytosolischen Schwanzes erkannt werden.